# Махневич Назар Ярославович
Наза́р Яросла́вович Махне́вич (19 лютого 1993, м. Чортків, Тернопільська область — 5 травня 2022, с. Цупівка, Харківська область, Україна) — український військовослужбовець, сержант Збройних сил України, учасник російсько-української війни. Кавалер ордена «За мужність» III ступеня (2023, посмертно), Почесний громадянин міста Чорткова (2022, посмертно).

## Життєпис
Назар Махневич народився 19 лютого 1993 року в місті Чорткові, нині Чортківської громади Чортківського району Тернопільської области України.
Навчався в Чортківській загальноосвітньої школи № 2. Після проходження строкової служби перевівся на заочну форму навчання Чортківського фахового коледжу економіки та підприємництва ЗУНУ і підписав перший контракт зі Збройними силами України. Був учасником бойових дій, служив у різних бригадах.
Під час повномасштабного російського вторгнення був у складі 8-го батальйону 10-ї окремої гірсько-штурмової бригади. Брав участь у боях за Бучу, Ірпінь та Гостомель. Загинув 5 травня 2022 року під час захоплення разом із побратимами ворожого блокпоста в селі Цупівка, що на Харківщині.
Похований 29 вересня 2022 року на Алеї Героїв Ягільницького цвинтаря м. Чорткова.

## Нагороди
- орден «За мужність» III ступеня (10 травня 2023, посмертно) — за особисту мужність, виявлену у захисті державного суверенітету та територіальної цілісності України, самовіддане виконання військового обов'язку[1];
- почесний громадянин міста Чорткова (18 серпня 2022, посмертно)[2];
- відзнака Президента України «За участь в антитерористичній операції»,
- медаль «За жертовність і любов до України»,
- відзнака «Хрест сухопутних військ України» (2022),
- відзнака «За честь і відвагу» (31 серпня 2022, м. Чортків, посмертно).